# Imunitate (biologie)
Imunitatea (din latină immunitas = scutire) este însușirea organismului vegetal, animal și uman de a opune rezistență în fața activității microbilor și a substanțelor toxice, cu alte cuvinte, capacitatea lui de a-și păstra sănătatea și vigurozitatea.
Imunitatea naturală este, la animale, o însușire ereditară a organismului care se manifestă prin rezistența lui la anumite boli, maladii, agenți patogeni (de exemplu, imunitatea șobolanilor față de difterie, a porumbeilor și găinilor față de buba neagră, a omului de ciuma bovinelor etc.). Se păstrează pe parcursul întregii vieți. Organismul posedă mai multe mijloace de apărare împotriva infecțiilor și a substanțelor străine. De exemplu, pielea sănătoasă împiedică pătrunderea microbilor, țesuturile glandulare elimină secreții cu proprietăți bactericide. Microbii ajunși în țesuturi sunt distruși de sânge prin fagocitoză, de limfă și de secrețiile ce umezesc mucoasele. Aceste lichide conțin substanțe protectoare specifice, numite mai generalizat anticorpi. Animalele superioare (incl. omul) posedă o imunitate naturală față de majoritatea microbilor din mediul ambiant.
La plante, imunitatea naturală se mai numește ereditară și se transmite prin moștenire, fiind folosită în selecția plantelor la crearea soiurilor rezistente. Se manifestă la soiurile de viță-de-vie rezistente în fața filoxerei, soiurile de grâu rezistente la rugină, soiurile de floarea-soarelui rezistente la lupoaie ș.a.m.d. La hibridizare, imunitatea ereditară a plantelor este determinată de formele părintești, apărute în mod spontan în urma selecției naturale sau obținute de om prin selecție artificială.
Imunitatea dobândită apare la animale atunci când organismul este atacat de o boală infecțioasă, cum ar fi tusea convulsivă, rujeola, varicela, în urma vaccinării preventive sau a introducerii în organism a serului curativ. În ambele cazuri organismul răspunde prin producerea antitoxinelor, care neutralizează substanțele toxice, lizine, care dizolvă corpii bacterieni, aglutinine, care lipesc și aglomerează microbii, precipitine, care precipită substanțele bacterogene. Imunitatea dobândită are o perioadă de la 5 la 25 de ani. Reacțiile imunologice ale organismului se află sub controlul SNC.
În ce privește plantele, imunitatea dobândită se manifestă prin sporirea capacității naturale a speciilor și soiurilor de plante de a rezista la infecții sau dăunători dub acțiunea factorilor mediului exterior (particularitățile nutriției menerale diferite măsuri agrotehnice) în procesul dezvoltării plantelor. Poate fi obținută pe cale artificială cu ajutorul pesticidelor cu efect de sistem, în urma folosirii cărora plantele devin temporar toxice pentru agenții patogeni și dăunători.